# Чахрухадзе
Чахрухадзе (ჩახრუხაძე; кінець XII століття — початок XIII століття) — грузинський поет, відомий збіркою од «Тамаріані».
Незважаючи на те, що про біографію Чахрухадзе достеменно майже нічого невідомо, крім того, що він жив на рубежі XII—XIII століть, деякі сучасні вчені за часом життя, порівняно почерків, стильових і лексичних особливостей письма припускають, що поетом міг бути переписувач Григол Чахрухадзе. Зі знайденого в Гелатському монастирі рукопису Григола Чахрухадзе випливає, що він планував виїхати в грузинський монастир Святого Хреста в Єрусалимі. Поет і цар Арчіл II говорив, що Чахрухадзе походив із Хеві і був писарем при цариці Тамарі.

## Творчість
Панегіричний збірник «Тамаріані» (თამარიანი) складається з 22 од і елегії. Ймовірно, вірші були написані між 1195 і 1210 роками. У збірнику поет вихваляє грузинську царицю Тамару і її чоловіка і співправителя Давида Сослана, розробляє тему загальнохристиянського месіанського призначення цариці.
Вірш Чахрухадзе піднесений і витончений, текст наповнений образами. Розроблена Чахрухадзе форма вірша широко використовувалася в подальшому і іншими грузинськими поетами і отримала назву за прізвищем автора — чахрухаулі. Технічно рядок чахрухаулі складається з 12 складів, містить внутрішні рими, зовнішні рими — жіночі.

## Пам'ять
Іменем Чахрухадзе названа вулиця в Старому Тбілісі.